# Flying Childers
Flying Childers var en galopphäst, verksam under 1700-talet som räknas som den första riktigt stora galopphästen. Han vann alla sina löp och blev mycket eftertraktad som avelshingst. Flying Childers var även son till Darley Arabian, en av de tre stamhingstarna i utvecklingen av det engelska fullblodet.

## Historia
Flying Childers var ett mörkbrunt Engelskt fullblod, född 1714 i Yorkshire, England. Hans mor var stoet Betty Leedes, som även var en del i stamtavlan till en av världens största galopphästar någonsin, Eclipse. Flying Childers far var den berömda Darley Arabian, som tillsammans med Byerley Turk och Godolphin Arabian utgjorde grunden för det engelska fullblodet.
Flying Childers döptes efter sin uppfödare Leonard Childers, men kallades ofta Devonshire Flying Childers efter sin ägare, greven av Devonshire. Trots att greven fick många erbjudanden för den unga hingsten, så vägrade greven att sälja. Det sägs även att greven tackade nej till ett erbjudande om Flying Childers vikt i guld i utbyte mot hingsten.
Flying Childers började tävla i kapplöpning 1721, vid 6 års ålder och vann sitt första löp som hölls i Newmarket. Efter detta vann Flying Childers alla sina löp, vilket gjorde honom berömd över hela världen. Han blev högt eftertraktad att betäcka andras ston och blev därför pensionerad redan innan han fyllt 9.
Flying Childers blev efter sin pension avelshingst på grevens privata stuteri i Derbyshire fram till sin död 1741, vid 26 års ålder.

## Avel
Flying Childers skulle så småningom att bli en viktig del i aveln av det Engelska fullblodet, men han blev även far till hingsten Blaze. Blaze vann alla sina lopp utom ett och blev senare far till hingsten Shales som skulle bli stamfar till den berömda hästrasen Norfolktravare, och senare även Shaleshästen. Blaze blev även förfader till Messenger som blev stamfadern till den amerikanska travaren och hade inflytande på flera andra hästraser.
Flying Childers blev också far till många stora galopphästar, bland annat Spanking Roger som förblev obesegrad under hela sin karriär. Flying Childers blev även morfar till hingsten Herod, som blev grunden i det engelska fullblodets absolut viktigaste hingstlinje.